# Jero Shakpoke
Jero Shakpoke (ur. 5 grudnia 1979 w Warri) – nigeryjski piłkarz grający na pozycji prawego obrońcy. Nosi przydomek „Shak”.

## Kariera klubowa
Shakpoke pochodzi z miasta Warri, ale pierwszym klubem w karierze był zespół Sharks FC z miasta Port Harcourt. W barwach „Rekinów” zadebiutował w 1995 w nigeryjskiej ekstraklasie w wieku 15 lat i był objawieniem ligi. Zagrał w 30 meczach i już zaraz po sezonie wyjechał do Europy.
Shakpoke trafił do włoskiej Reggiany. Był jednak zbyt młody by grać w Serie B i grał jedynie w drużynie juniorów. Latem 1996 Jero został wypożyczony do macedońskiego Vardaru Skopje. Tam był podstawowym zawodnikiem i zajął z tym zespołem 4. miejsce w lidze. Po sezonie wrócił do Reggiany, ale nie był pewny miejsca w składzie i znów został wypożyczony, tym razem do chorwackiego klubu NK Rijeka. W Rijece przebywał przez pół roku, ale grał tylko w rezerwach i zimą 1998 trafił do Zagłębia Lubin. W polskiej ekstraklasie zadebiutował 8 marca 1998 w przegranym 2:4 domowym meczu z ŁKS Łódź. W Zagłębiu grał w podstawowym składzie i pokazał się z dobrej strony. Zagrał w 9 meczach, a w przegranym 1:2 z Wisłą Kraków otrzymał czerwoną kartkę, po której pauzował 2 kolejki. Z Zagłębiem zajął 13. miejsce i latem wrócił do Włoch. Był podstawowym zawodnikiem Reggiany w 2. lidze i po wyleczeniu kontuzji zagrał w 21 ligowych meczach, jednak zespół z Reggio Emilia zajmując 17. miejsce spadł do Serie C1.
Latem 1999 roku Nigeryjczyk opuścił Włochy i został piłkarzem FC Lugano ze Szwajcarii. Pobyt w tym klubie nie był jednak udany i na skutek kontuzji Jero tylko 1 raz pojawił się na boisku. Latem 2000 stał się wolnym zawodnikiem i zdecydował się na podjęcie treningów z klubem Ligue 2, OGC Nice. Kilka dni później podpisał kontrakt z tym zespołem. W sezonie 2000/2001 na boiskach francuskiej drugiej ligi Shakpoke wystąpił w 19 meczach i strzelił 1 gola, ale pomimo tego nie przedłużono z nim kontraktu na następny sezon.
Latem 2001 Shakpoke został piłkarzem US Palermo, ale przez pół roku nie wystąpił ani razu w Serie B. Na początku 2002 roku powrócił do Reggiany i w jej barwach w Serie C1 wystąpił w 15 meczach, w których strzelił 1 gola. Sezon 2002/2003 to gra w 3-ligowym zespole Teramo Calcio. Shakpoke doznał jednak ciężkiej kontuzji i przez niemal 2 lata nie grał w piłkę. Do futbolu wrócił w 2005 roku i podjął treningi z Rovigo Calcio grającym w Serie D. Spisywał się tam dobrze i zdobył 5 goli w 21 meczach przyczyniając się do awansu drużyny o klasę wyżej. Sezon 2006/2007 Shakpoke rozpoczął w Serie C2 w barwach zespołu z miasta Rovigo. Latem 2007 przeszedł do innego zespołu z tej ligi, A.S. Varese 1910. Następnie występował w belgijskim klubie Royale Union Saint-Gilloise, gdzie w 2012 roku zakończył karierę.

## Kariera reprezentacyjna
W 1998 roku Shakpoke zainteresował się ówczesny selekcjoner reprezentacji Nigerii, Bora Milutinović. 28 stycznia Shakpoke zadebiutował w kadrze, w wygranym 1:0 meczu z Iranem rozegranym w ramach Carlsberg Cup. Wystąpił także w kolejnym meczu turnieju, wygranym 2:0 z Hongkongiem. Shakpoke był wówczas prawie nikomu nieznanym zawodnikiem, ale z czasem w reprezentacji spisywał się coraz lepiej. W maju została ogłoszona kadra na Mistrzostwa Świata we Francji, w której widniało nazwisko Shakpoke, mającego za sobą udaną rundę w Zagłębiu Lubin. Na nieszczęście, 5 czerwca w ostatnim meczu przygotowawczym z Holandią (1:5) Shakpoke doznał złamania obojczyka, i pomimo że był w wysokiej formie, na Mundial nie pojechał. Jego miejsce zajął Mobi Oparaku. Od tego czasu Shakpoke nigdy nie osiągnął już tak wysokiej formy i więcej w reprezentacji Nigerii już nie zagrał.